# Кей Голл
Кей Голл (англ. Kaye Hall, 15 травня 1951) — американська плавчиня.
Олімпійська чемпіонка 1968 року.
Призерка Панамериканських ігор 1967 року.
Переможниця літньої Універсіади 1970 року.